# Buchhorst
Buchhorst est une commune allemande du Schleswig-Holstein, située dans l'arrondissement du duché de Lauenbourg (Kreis Herzogtum Lauenburg), à deux kilomètres au nord-est de la ville de Lauenburg/Elbe. Buchhorst est l'une des dix communes de l'Amt Lütau dont le siège est à Lauenburg.